# Anastoechus flaveolus
Anastoechus flaveolus är en tvåvingeart som beskrevs av Becker 1916. Anastoechus flaveolus ingår i släktet Anastoechus och familjen svävflugor.
Artens utbredningsområde är Egypten. Inga underarter finns listade i Catalogue of Life.